# HTC Magic
HTC Magic è uno smartphone prodotto da HTC. È il secondo a usare il sistema operativo Android, dopo HTC Dream. Presentato il 17 febbraio 2009 al Mobile World Congress di Barcellona e venduto (solo con abbonamento) in Spagna il 27 aprile dello stesso anno. Nel mese di maggio è stato venduto anche in Inghilterra, Francia, Germania e Italia; solo per l'Italia non è in esclusiva Vodafone. Negli Stati Uniti verrà commercializzato con esclusiva T-Mobile come con il Dream.
Il Magic è sprovvisto di tastiera qwerty e usa al suo posto una tastiera virtuale disponibile con la nuova versione Android 1.5 (disponibile anche per il modello precedente).
La versione 1.5 dell'OS targato Google porta altre migliorie: miglior aspetto grafico, supporto bluetooth stereo, registrazione video, nuovo kernel Linux (versione 2.6.27), maggior velocità generale.
Sotto lo schermo touchscreen capacitivo da 3.2 pollici sono presenti sei tasti retroilluminati: inizio chiamata, ricerca, pagina principale, menu, torna indietro, fine chiamata/accendi-spegni. Per migliorare la navigazione al posto del pad direzionale è presente una trackball che può anche essere premuta come tasto funzione OK.
La presa jack per le cuffie è assente, c'è solo un ingresso ExtUSB, formato proprietario di HTC, compatibile con mini-USB.